# اندی کار
اندی کار (انگلیسی: Andy Carr؛ زادهٔ ۲۸ فوریهٔ ۱۹۵۶) بازیکن فوتبال اهل بریتانیا است.
از باشگاه‌هایی که در آن بازی کرده‌است می‌توان به باشگاه فوتبال نانت‌ویچ، باشگاه فوتبال مکلسفیلد تاون، باشگاه فوتبال درویلزدن، باشگاه فوتبال نورتویچ ویکتوریا، باشگاه فوتبال پورت ویل، و باشگاه فوتبال لیک تاون اشاره کرد.